# Walter Veigl
Walter Veigl (* 26. August 1943 in Rohrendorf/Niederösterreich) ist ein österreichischer Komponist, Pädagoge, Dirigent und Philosoph.

## Leben
Walter Veigl studierte an der Universität für Musik und darstellende Kunst Wien Dirigieren bei Hans Swarowsky, Komposition bei Karl Schiske und Alfred Uhl sowie Schlaginstrumente bei Richard Hochrainer.
Im Jahr 1970 legte er sein Diplom an der Universität für Musik und darstellende Kunst Wien ab, im Jahr 1991 erfolgte die Verleihung des akademischen Grades Mag. art. ebenda. Nach Studien in Philosophie, Musik- und Theaterwissenschaft an der Universität Wien erfolgte im Jahr 1993 seine Promotion zum Dr. phil. ebenda.
In den Jahren von 1968 bis 1976 war Veigl Mitglied der Wiener Staatsoper, im Jahr 1970 erhielt er an der Universität für Musik und darstellende Kunst Wien einen Lehrauftrag für Kompositionspraktikum und Schlaginstrumente. Nachdem er im Jahr 1976 das ensemble synthese gegründet und dessen Leitung übernommen hatte, erfolgte im Jahr 1979 an der Universität für Musik und darstellende Kunst Wien die Verleihung einer außerordentlichen Professur sowie im Jahr 1984 die Verleihung einer ordentlichen Professur ebenda. Seit dem Jahr 2006 ist Veigl als Universitätsprofessor am Leonard Bernstein Institut für Blas- und Schlaginstrumente der Universität für Musik und darstellende Kunst Wien tätig.

## Auszeichnungen
- 1982: Förderungspreis (der Stadt Wien) für Musik[3]
- 2007: Großes Silbernes Ehrenzeichen für Verdienste um die Republik Österreich[4]

## Werke
- Fünf Aphorismen – Quartett für Vibraphon, Marimbaphon, Xylorimba und Glockenspiel (1979)[5]
- Idiom – für Orchester (1980)[5]
- Gedanken – für großes Orchester (1981)[5]
- Melos – für Kammerorchester (1982)[5]
- Sinfonetta – für Kammerorchester (1982)[5]
- Der Abend – Lieder für Solostimmen Mezzosopran und Bariton sowie Klavier solo (1983)[5]
- Bläserquintett – in einem Satz (1983)[5]
- Streichquartett – für zwei Violinen, Viola und Violoncello (1984)[5]
- Fünf Punkte – Duo für Vibraphon und Klavier (1985)[5]
- Feuerzeichnungen – Solo für Klavier (1988)[5]
- Der Wanderer und sein Schatten – nach Friedrich Nietzsche – Solo für Klavier und Solostimme Bariton (1990)[5]
- Ein Fragment an sich – Con malinconia – für Streichorchester nach einem Fragment von Friedrich Nietzsche zum 150. Geburtstag am 15. Oktober 1994 (1992/1993)[5]